# Saint-Aubin-lès-Elbeuf
Saint-Aubin-lès-Elbeuf is een gemeente in het Franse departement Seine-Maritime (regio Normandië) en telt 8296 inwoners (1999). De plaats maakt deel uit van het arrondissement Rouen. In de gemeente ligt spoorwegstation Elbeuf-Saint-Aubin.

## Geografie
De oppervlakte van Saint-Aubin-lès-Elbeuf bedraagt 5,8 km², de bevolkingsdichtheid is 1430,3 inwoners per km².
De onderstaande kaart toont de ligging van Saint-Aubin-lès-Elbeuf met de belangrijkste infrastructuur en aangrenzende gemeenten.

## Demografie
Onderstaande figuur toont het verloop van het inwonertal (bron: INSEE-tellingen).

## Geboren
- Yassine Benzia (8 september 1994), voetballer